# Poblado metalúrgico de Orellán
El Poblado castreño metalúrgico de Orellán está situado en Orellán, pedanía perteneciente al municipio de Borrenes en la comarca de El Bierzo, Provincia de León, al noroeste de la península ibérica.
Poblado siderúrgico y agropecuario cercano a Las Médulas, habitado por 150-200 personas.

## Habitantes
Los habitantes del castro realizaban trabajos siderúrgicos y agropecuarios, formada por población indígena, formada por 150-200 personas, correspondía a mano de obra no cualificada.
En contraste, la población del Castro de Las Pedreiras, formada por población altamente cualificada, capaz de controlar la organización y dar soporte a la explotación aurífera de Las Médulas.
El 60 % de la cerámica encontrada en las excavaciones arqueológicas pertenecen a la tradición prerromana.
Se han datado zonas de cultivo explotadas gracias a la red hidráulica de Las Médulas.

## Estructura del Poblado
El asentamiento no posee un recinto amurallado definido. Edificaciones cuadradas, guardando el método constructivo de la etapa castreña.
El castro tiene trazados octogonales. En la parte alta se encuentran los restos de los hornos de fundición; en la parte baja, se conservan los restos de las viviendas y al otro lado de la montaña, los restos de la escoria.

## Situación
El poblado se encuentra a 15 minutos andando de Orellán.

## Castros y Villas Romanas cercanos
- Castrelin de San Juan de Paluezas, San Juan de Paluezas (Borrenes).
- Villa Romana de Las Pedreiras, Carucedo.
- Castro de Borrenes, Borrenes.
- Castro peña del Hombre, Paradela de Muces (Priaranza del Bierzo).